# 鸡场苗族彝族布依族乡
鸡场苗族彝族布依族乡是中华人民共和国贵州省毕节市织金县下辖的一个民族乡。

## 行政区划
鸡场苗族彝族布依族乡下辖以下村级行政区划单位：
鸡场村、干河村、鲊瓦村、格戛村、旧税村、茶树村、木货村、大坡头村、小屯脚村、以角细村、兴寨村、北京底村、修文县村、坡头上村、丫口寨村、化起村、依梭村、白泥塘村、白泥戛村、鸡坡村、务卜村、大湾村、倮脚村和大干田村。